# 한국의류시험연구원
한국의류시험연구원 KATRI(Korea Apparel Testing & Research Institute)은 섬유제품과 일반공산품에 대한 품질, 안전성 및 유해성 검사, 안전인증 및 기술지원 업무를 담당하는 전문 시험연구기관이다. 5개의 지원과 1개 사무소로 구성되어 있으며 본원은 서울특별시 동대문구 용두동 232-22에 위치하고 있다.

## 부설기관
- 강남지원
- 구로지원
- 부산지원
- 대구지원
- 전주지원
- 안양사무소